# Пономарёв, Анатолий Дмитриевич
Анатолий Дмитриевич Пономарёв (р. 1940) — советский сварщик-рационализатор  производства в системе атомной промышленности. Герой Социалистического Труда (1985). 

## Биография
Родился в 1940 году в Скопинском районе Рязанской области в семье рабочих. 
С 1960 года после окончания Скопинского технического училища работал в закрытом городе Красноярск-26 газоэлектросварщиком в тресте «Сибхиммонтаж», был участником монтажа объектов Горно-химического комбината. С 1964 года назначен начальником бригады сварщиков в Управление строительства  «Сибхимстрой» МСМ СССР.
С 1976 года направлен  в посёлок Снечкус Литовская ССР начальником бригады сварщиков Строительно-монтажного управления Западного управления строительства. С 1978 года участвовал в строительных работах по возведению объектов Игналийской АЭС.
В 1985 году  «За успехи достигнутые при сооружении и вводе в эксплуатацию первого энергоблока Игналинской АЭС» Указом Президиума Верховного Совета СССР Анатолию Дмитриевичу Пономарёву было присвоено звание Героя Социалистического Труда. 
Живёт в городе Висагинас, Литва. 

## Награды
- Медаль «Серп и Молот» Героя Социалистического Труда (1985)
- Орден Ленина (1985)
- Орден Трудового Красного Знамени (1981)
- Орден Знак Почёта (1974)